# Hans Rein (Jurist)
Hans Rein (* 1910 [?]; † nach 1990) war ein deutscher Jurist.
Rein, der promovierter Jurist war, schlug die Richterlaufbahn ein. 1957 wurde er als Oberverwaltungsgerichtsrat zum Vorsitzenden des Landesberufsgerichts in Baden-Württemberg bestellt. Anfang der 1970er Jahre war er Vertreter des Präsidenten des Verwaltungsgerichtshofs Baden-Württemberg (Präsident war zu dieser Zeit Peter Rößler) mit dem Rang eines vorsitzenden Richters. 1975 erhielt er, wahrscheinlich anlässlich seiner Pensionierung, das Große Verdienstkreuz des Bundesverdienstkreuzes (er wird in der Verleihungsliste als „Vorsitzender Richter am Verwaltungsgerichtshof Baden-Württemberg a.D.“ bezeichnet).
Rein trat als Ruheständler durch eine Reihe rechtsgeschichtlicher Publikationen hervor. So durch eine umfassende rechtsgeschichtliche Dokumentation über den Staat von Weimar und eine umfassende Monographie über den sich fast zwanzig Jahre hinziehenden Prozess des ehemaligen Reichskanzlers Franz von Papen gegen das Land Baden-Württemberg um die Frage, ob seine Versorgungsansprüche als Offizier in der kaiserlichen Armee vor 1919 im Sinne des Art.131 Grundgesetzes verwirkt seien oder nicht, der bis vor den Bundesgerichtshof ging und schließlich posthum mit einer Entscheidung des Verwaltungsgerichtshofes Baden-Württemberg am 29. Januar 1971 zuungunsten Papens endete.

## Schriften
- Das Befehlsnotrecht Paragraph 124 MStGB, 1944. (Dissertation)
- Franz von Papen im Zwielicht der Geschichte. Sein letzter Prozeß, Nomos Verlagsgesellschaft, Baden-Baden 1979.
- Weimar, rechtsgeschichtlich dokumentiert, 1991.